# Jesuit Bend

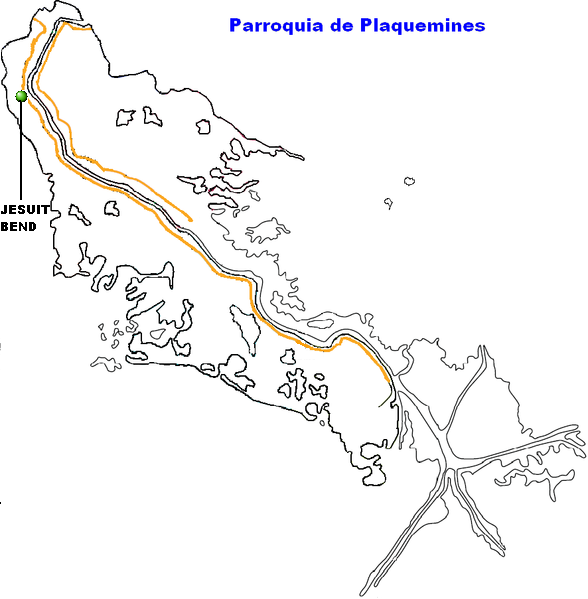
Localización de Jesuit Bend en la Parroquia de Plaquemines.

Jesuit Bend es un área no incorporada localizada en la parroquia de Plaquemines, Luisiana, Estados Unidos. La elevación de esta comunidad es de solo 3 pies. Posee una población por debajo de los cien habitantes.

## Historia

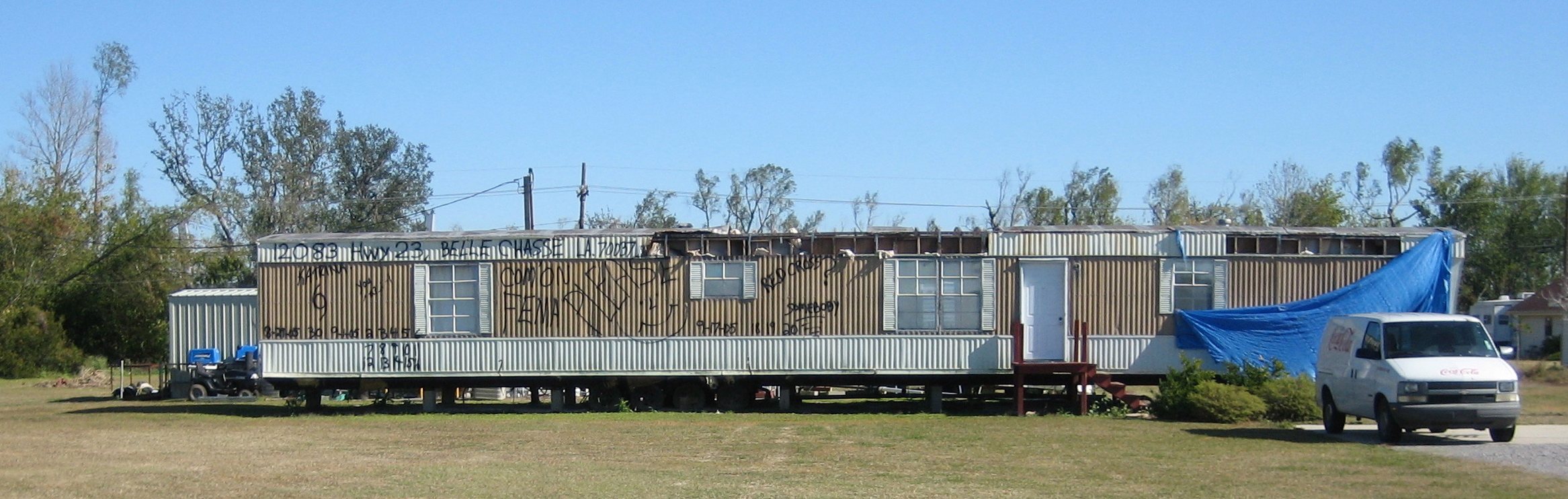
Caravana en Jesuit Bend.

Este sitio fue el escenario de un incidente durante 1955, cuando un sacerdote afroamericano, Gerald Lewis, fue injustamente detenido por sus rasgos africanos.

## Geografía
La localidad de Jesuit Bend se localiza en 29°44′53″N 90°01′33″O / 29.74806, -90.02583. Esta comunidad posee sólo un metro de elevación sobre el nivel del mar, convirtiéndola una zona proclive a las inundaciones. Su población se compone de menos de doscientos habitantes. Esta comunidad se localiza a veinticinco kilómetros de Nueva Orleans la principal ciudad de todo el estado, y a 513 kilómetros del aeropuerto internacional más cercano, el (IAH) Houston George Bush Intercontinental Airport.